# Imigração lituana no Brasil

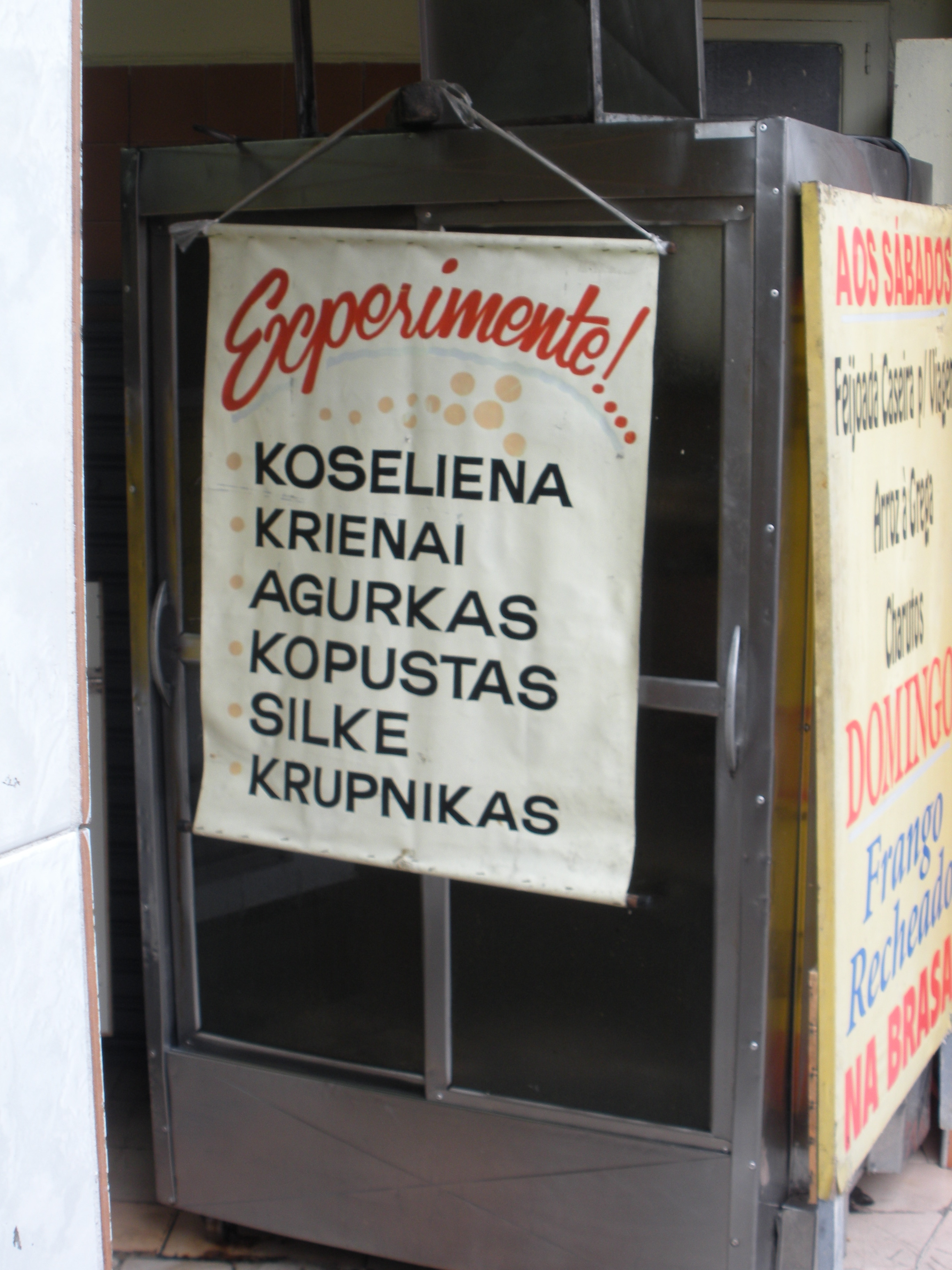
Loja com comidas lituanas, próximo à Praça República da Lituânia na Vila Zelina em São Paulo, 18 de dezembro de 2008.

O primeiro lituano a aportar no Brasil foi um certo coronel Andrius Visteliauskas, na segunda metade do século XIX. Ele ajudou o Exército brasileiro na Guerra do Paraguai. Sua experiência no País influenciou seus compatriotas, seja através de cartas ou de seu relato pessoal ao voltar à Lituânia. Desta forma, não foi surpresa quando, em 1890, um grupo de 25 imigrantes lituanos com suas famílias se estabeleceu no sul do Brasil, na cidade de Ijuí, no Rio Grande do Sul. Hoje, Ijuí é uma próspera cidade para os padrões brasileiros. Além dos lituanos, outros povos ali se estabeleceram.
Os imigrantes que chegaram no fim do século XIX e início do século XX, durante o período que a Lituânia estava ocupada pelo império russo, constam nas estatísticas brasileiras como sendo russos. Um grupo importante que emigrou para o Brasil foram os judeus lituanos, também conhecidos como Litvaks. Um exemplo proeminente é o de Moshe Elkhanan Lafer que deixou a cidade de Zelva, atualmente na Bielorrússia, e chegou a São Paulo em 1889, com seu nome alterado para Maurício Freeman Klabin. No Brasil funda a indústria de papel e celulose Klabin, atualmente a maior do país. À família Lafer-Klabin no Brasil pertencem o ex-prefeito do Rio de Janeiro Israel Klabin, o ex-ministro Celso Lafer e a renomada tradutora Jenny Klabin Segall, que casou-se com o pintor Lasar Segall, também emigrado da Lituânia.
A família Klabin tiveram uma importante contribuição para o povoamento da região central do estado do Paraná, graças aos empreendimentos da família. Visando expandir as suas atividades no fabrico de papel, os Klabin, adquiriram em 1933 a Fazenda Monte Alegre na região de Tibagi. Com as instalações industriais a localidade ganhou um impulso econômico e social, dando origem a vários acampamentos florestais de funcionários e ao núcleo maior denominado Harmonia, sendo a sede industrial da família lituânia Klabin até a atualidade no Paraná. Mais tarde Horácio Klabin viu a necessidade de organizar um aglomerado urbano, loteando as terras às margens do rio Tibaji, dando origem ao povoado Cidade Nova, posteriormente denominado município de Telêmaco Borba.
Em 1926, cerca de 40 mil imigrantes lituanos chegaram ao Brasil. A maioria foi trabalhar nas muitas fazendas de café do estado de São Paulo, porém alguns se dirigiram para outros estados, tais como Rio de Janeiro e Paraná. A cidade de Castro, que hoje abriga também descendentes de outros imigrantes, tais como japoneses e russos, foi originalmente fundada por imigrantes lituanos.
No interior de São Paulo, os lituanos formaram colônias inicialmente em Ribeirão Preto, Araraquara, Colina e Barão de Antonina. Na cidade de São Paulo, o bairro de Vila Zelina é núcleo de uma comunidade de descendentes de lituanos. Nele, destaca-se a igreja de São José, mantida pela comunidade lituano-descendente.
A maioria dos imigrantes era católica, mas havia também um razoável número de luteranos.
Hoje a população brasileira de origem lituana é mais de um milhão pessoas. A cidade de São Paulo é a segunda maior colônia de lituanos do mundo, atrás somente da cidade de Chicago, nos Estados Unidos.[carece de fontes?]

## Lituanos-brasileiros famosos
- Victor Luis Chuab Zamblauskas (1993-), jogador de futebol, atua como lateral esquerdo pela Sociedade Esportiva Palmeiras.
- Angélica Ksyvickis (1973-), apresentadora, modelo, cantora, e atriz.
- Maurício Freeman Klabin, empresário.
- Eva Klabin e Ema Gordon Klabin, colecionadoras de arte.
- Lasar Segall, pintor e escultor, filho de Abel e Esther Segall, pai de Maurício e Oscar.
- Celso Lafer, jurista, professor e ex-Ministro das Relações Exteriores.
- Horácio Lafer, diplomata, político e empresário brasileiro.
- Israel Klabin,  engenheiro, ambientalista e ex-prefeito do Rio de Janeiro
- Francisco Dantas (Franciskus Vladislovas Cepukaitis), ator.
- Victor Siaulys, empresário do setor farmacêutico.
- Rita Lisauskas, repórter.
- Sandra Passarinho, jornalista (batizada Sandra Almada Laukenickas).
- Tiago Leifert, jornalista
- Waldemar Blatskauskas [ligação inativa], jogador de basquete. É candidato ao FIBA Hall of Fame. Bicampeão mundial 1959-61, bicampeão sul-americano 1958-61 e medalha de bronze nas Olimpíadas de Roma em 1960.
- Bernardo Segall, pianista e compositor, sobrinho de Lasar Segall e neto de Abel Segall, escriba da Torá em Vilna